# Monument voor Anton de Kom

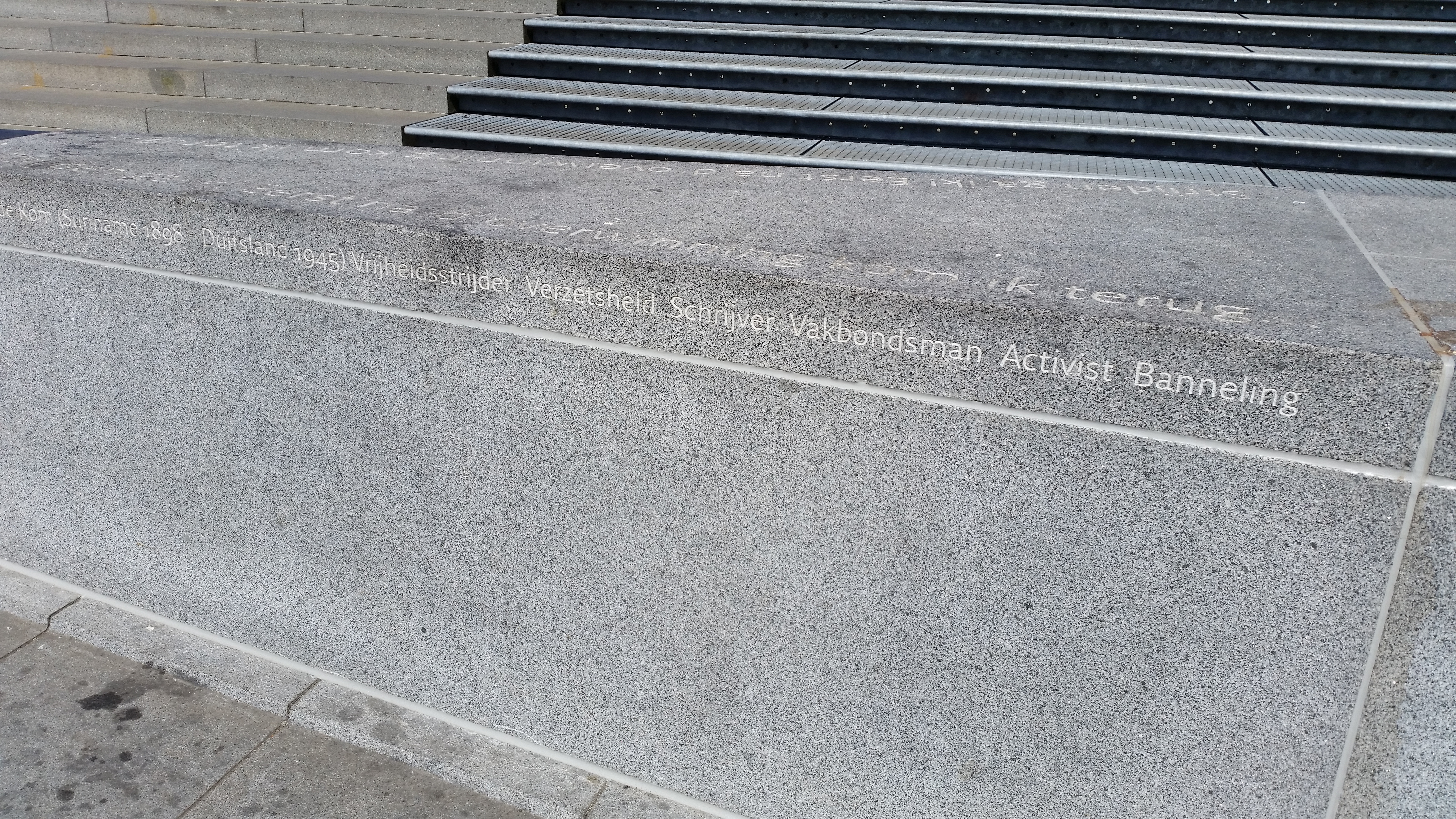
Tekst naast het beeld (mei 2020)

Het Monument voor Anton de Kom is een artistiek kunstwerk in Amsterdam-Zuidoost.

## Beeld
Rondom 2000 vond er een uitgebreide saneringsslag plaats in Amsterdam-Zuidoost. Er werd gesloopt, gerenoveerd en er vonden vernieuwingen plaats. In dat kader ontstond het Anton de Komplein langs de Bijlmerdreef. In diezelfde tijd werd er op initiatief van buurtbewoners en het Stadsdeel Zuidoost een wedstrijd uitgeschreven om tot een monument te komen van vrijheidsstrijder en verzetsman Anton de Kom. Binnen de opdracht leverden Jikke van Loon, Henry Renfurm, Henk Visser en Erwin de Vries voorstellen in. Ze waren te zien in een tentoonstelling eind 2004. In voorjaar 2005 kozen de bewoners en een jury voor het ontwerp van Van Loon, leidend tot beeld dat niet alleen een fysieke gelijkenis moest hebben, maar ook verbeelding moest geven aan zijn karakter. 

Van Loon had zich laten inspireren door de Surinaamse komaf en haalde hout van een gele kabbes naar Amsterdam om het ontwerp uit te werken. Van Loon zag een gelijkenis met De Kom (op bevel van het gouvernement naar Nederland gebracht), maar wees ook op “uit het goede hout gesneden”. In het voorjaar van 2006 werd het beeld in brons bovenaan een zeer brede trap tussen het Anton de Komplein (laag gelegen) en de Bijlmerdreef (hoog gelegen). Op de sokkel van het beeld staan de teksten:
Vrijheidsstrijder, Verzetsheld, Schrijver, Vakbondsman, Activist, Banneling
Deze wereldburger is een voorbeeld voor ons allemaal.
Strijden ga ik! Eerst na d’overwinning kom ik terug.
De laatste regel is afkomstig uit het gedicht Vaarwel, Akoeba vaarwel! van De Kom. Het bronzen beeld werd op 24 april 2006 onthuld. Het is volgens opgave van de kunstenaar 3,5 bij 4 bij 2 meter groot. De houten uitvoering werd opgenomen in de verzameling van het Rijksmuseum Amsterdam.

## Niet onomstreden
Al tijdens de stemming ontstonden spanningen rondom het beeld. In eerste instantie werd het voorstel van Henri Renfurm gekozen als winnaar. Er werd echter ook een internetstemming zonder medeweten van het organisatiecomité gehouden, waarbij Van Loon won. Indertijd kwam er ook een "Comité een waardig standbeeld Anton de Kom" van de grond. Zij was van mening dat Anton de Kom met ontbloot lijf afgebeeld is als slaaf en inboorling; zijn geslachtsdeel benadrukt is, zijn figuur enigszins lijkt op een lijk, de afgehakte hand een verwijzing naar lijfstraffen is en de mismaakte arm een verwijzing naar een aap zou zijn. Men wilde de onthulling tegenhouden.
Die onthulling werd doorgezet en verliep op zich rustig. Na de onthulling ontstonden enige schermutselingen tussen voor- en tegenstanders van het beeld. Onder de voorstanders was de Artoteek Zuidoost/Centrum Beeldende Kunst Zuidoost, die bij monde van haar woordvoerster wees op de trots en kwetsbaarheid die het beeld uitstraalt en ook op de uitgebreide stemming. Ook de familie De Kom kwam met de opmerking: "Schud die slavenmentaliteit af". Tegenstanders bedekten het net onthulde beeld direct weer met spandoeken en de Surinaamse vlag, zodat van een onthuld beeld geen sprake was. Zij waren van mening dat het schandalig was dat De Kom naakt was afgebeeld, dat voor zover bekend bij geen enkel ander beeld van een verzetsheld was gebeurd. De kunstenaar vond achteraf dat in verband met het gevoelige slavernijverleden het beeld door de verkeerde partij was gemaakt. Zij duidde het beeld als weergave van zijn gedachtegoed middels het menselijk lichaam, of dat naakt of gekleed moest zijn maakte voor haar geen verschil. 
Er kwam een extern onderzoek dat vermeldde dat de stemprocedure ondoorzichtig was geweest en ook in de loop van de ontwikkeling was aangepast. Ook dat onderzoek leidde niet tot overeenstemming. In 2007 stemde de Stadsdeelraad Amsterdam Zuidoost over de vraag of het beeld alsnog mocht blijven of verwijderd moest worden. De stemming liep erop uit dat het beeld mocht blijven maar demonstranten wilden dat het “schandelijke afgodsbeeld” toch verwijderd werd. Het beeld bleef. 